# 重野由紀
重野 由紀（しげの ゆき、1965年（昭和40年）12月18日 - ）は、日本の囲碁棋士。新潟県出身、島村俊廣九段門下、日本棋院所属、二段。ヨーロッパ囲碁普及に活躍し、国際囲碁連盟事務局長を務めた。

## 経歴
10歳の時に囲碁を覚え、1978年日本棋院院生。1986年初段。1993年NHK『囲碁講座』聞き手。1994年二段。1997年にヨーロッパで囲碁活動のために、イタリアのミラノに居住。また「由紀のイタリア日記」を『棋道』5月号から連載。イタリアを拠点に、スロバキア、インド、トルコ、スイス、オーストリア、ハンガリー、ドイツ、チェコ、アメリカ、スペインなどで、各国の碁コングレスや、囲碁クラブ、学校などで普及活動を行う。当初1年間の予定だったが、公務期限を延長され、国際交流基金の支援も受け、1998年からもウクライナ、東欧なども回って活動、3年間で約20カ国を訪問した。1999年にパリで行われた棋戦戦の第1局では記録係を務めた。雑誌連載は1999年11月から『碁ワールド』に引き継がれる（2002年12月迄連載）。2000年にミラノでイタリア人男性と結婚。2006年に帰国、国際囲碁連盟事務局長に就任。2017年日本棋院常務理事就任。